# Скринтон

Три перекрывающие формы с разными скринтонами

Скринтон — техника добавления текстур и оттенков на рисунок, используемая как альтернатива для штриховки. В работе шаблоны переносятся с листов, на которых были предварительно отпечатаны, но также подобная техника осуществима при использовании компьютерной графики. Наиболее известными брендами являются Zip-A-Tone (1937, сейчас не существует), Chart-Pak (1949), и Letratone (1966, от Letraset).
Традиционный лист со скринтоном состоит из гибкой прозрачной подкладки, напечатанной текстуры и воскового липкого слоя. Лист прикладывается к бумаге липким слоем вниз и проглаживается стилем по обратной стороне. Подкладка снимается, а чернила остаются приклеенными к бумаге в тех местах, где лист был проглажен.
Скринтоны широко используются иллюстраторами и художниками для рисунков и рекламных плакатов. Для оригинальных произведений они используются редко с тех пор как появились графические программы и компьютерная верстка, но они до сих пор применяются, например, некоторыми из авторов манги — японских комиксов (наиболее распространёнными в этом кругу являются марки Deleter и Maxon).